# کیم آرزومانیان
کیم گورگمی آرزومانیان (ارمنی: Կիմ Գուրգենի Արզումանյան؛ زاده ۳۱ مارس ۱۹۲۶ - درگذشته ۱۹ ژانویهٔ ۲۰۰۲) کارگردان فیلم، آموزگار اهل ارمنستان بود. وی بین سال‌های - تا - میلادی فعالیت می‌کرد.

## زندگی‌نامه
وی در ۳۱ مارس ۱۹۲۶ در گوریس در به دنیا آمد و از انستیتو تئاتری ایروان (۱۹۵۰) فارغ‌التحصیل گشت. وی در تئاتر کمدی موزیکال پارونیان (۱۹۶۲–۱۹۶۳)، فرهنگستان دولتی تئاتر سوندوکیان (۱۹۷۱-) و انستیتو تئاتری ایروان (۱۹۶۲-) فعالیت می‌کرد. وی همچنین برنده جوایزی همچون چهره هنری شایسته ارمنستان شوروی (۱۹۶۷) شد. وی در ۱۹ ژانویهٔ ۲۰۰۲ در سن ۷۵ سالگی در ایروان درگذشت و در آرامستان مرکزی ایروان (توخماخ) به خاک سپرده شد.

## گزیده فیلمشناسی
از فیلم‌ها یا برنامه‌های تلویزیونی که وی در آن نقش داشته‌است می‌توان به سایات‌نووا (فیلم) اشاره کرد. 

## نگارخانه

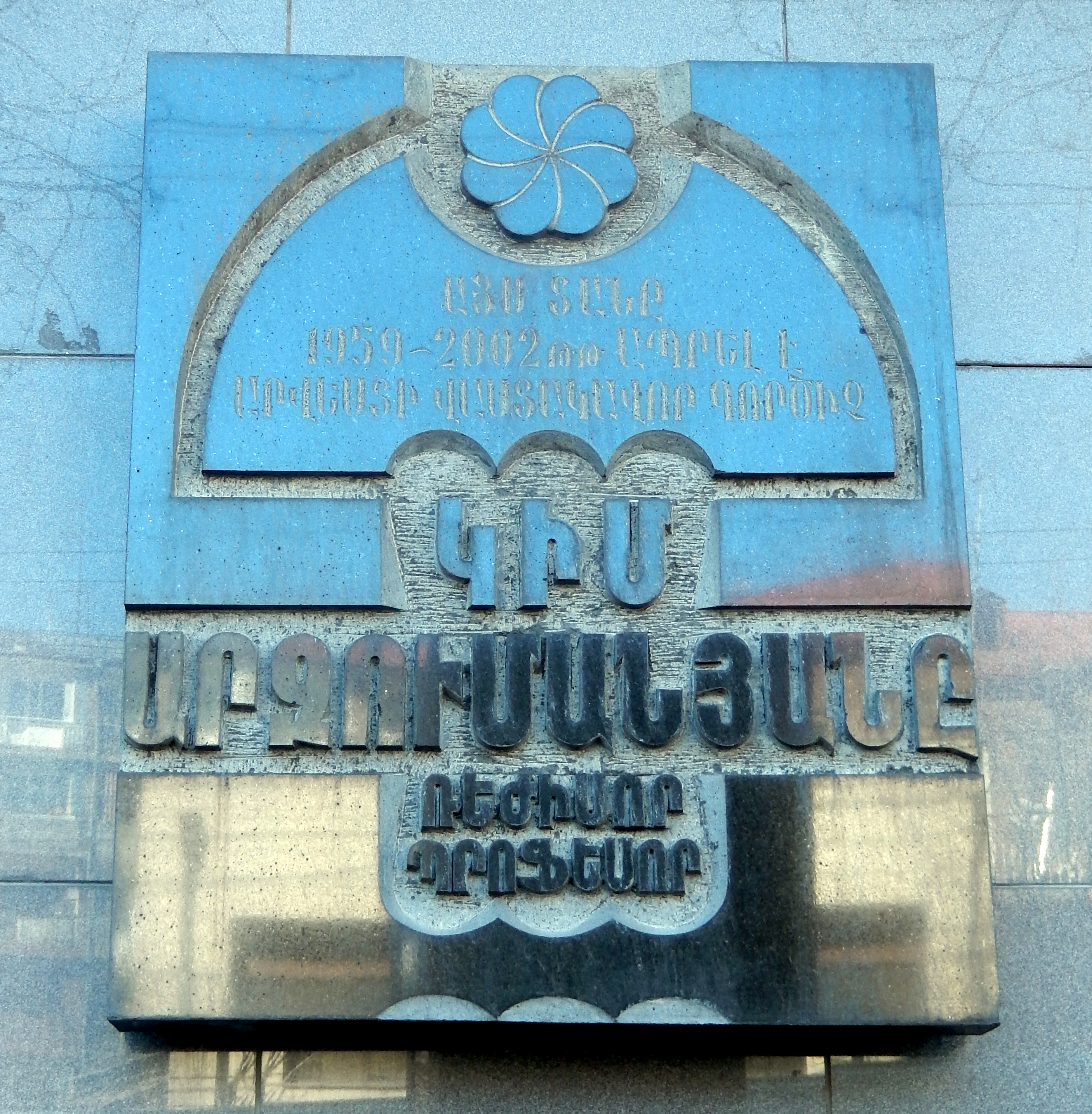
پلاک یادبود